# 井上正兼
井上 正兼（いのうえ まさかね、文政6年（1823年）8月 - 明治11年（1878年）8月7日）は、常陸下妻藩の第13代藩主。井上家宗家当主である遠江浜松藩主・井上正甫の八男。正室は飯田氏。子は井上正巳（次男）。官位は従五位下、伊予守。幼名は門次郎。初名は時季。
安政3年（1856年）9月10日、先代藩主で甥の正信の死去により、下妻井上家へ養子入りして家督を相続した。同年11月15日、将軍徳川家定に拝謁する。同年12月16日、従五位下・伊予守に叙任する。元治元年（1864年）、水戸藩の天狗党の乱の鎮圧に当たったが、逆に天狗党に攻撃されたため下妻陣屋を自焼して逃れた。慶応2年（1866年）11月23日、次男の正巳に家督を譲って隠居し、明治11年（1878年）8月7日に56歳で死去した。墓所は東京都台東区の谷中霊園。

## 系譜
父母
- 井上正甫（実父）
- 井上正信（養父）

正室
- 喜代 ー 飯田与四郎の娘

子女
- 井上孝丸（長男）
- 井上正巳（次男）生母は喜代（正室）